# Marzazga
La marzazga o marzadga (del latín martiaticus, 'del mes de marzo' -Martius-), fue un impuesto directo castellano que consistía en un pago sustitutorio de la prestación personal de asistencia al fonsado o hueste movilizable en caso de guerra.

## Historia
Según el Diccionario panhispánico del español jurídico (2022), "tradicionalmente se ha considerado que respondía al pago de la renta por la cesión de una tierra, por lo que se trataría de una prestación de naturaleza jurídico-privada; no obstante, es más apropiado considerarla como un pago sustitutorio del servicio militar, al que estaban obligados todos los súbditos, cuando el pago de la anterior prestación sustitutoria, la fonsadera, fue objeto de frecuentes exenciones mediante privilegios otorgados a localidades completas o a parte de la población."
Esta clase de exenciones de fonsadera aminoraron considerablemente las arcas de la Hacienda real, por lo que bien entrado el siglo XIII se recurrió a un impuesto directo personal ajustado a los bienes inmuebles (casas y tierras) desde una cantidad mínima fijada casi siempre en dos sueldos. Como el pago se hacía en Pascua de Resurrección o en marzo, tomó el nombre de marzazga. Fue así porque era la época en que solía retomarse la guerra de reconquista, desde la primavera y en verano, por sus condiciones climatológicas más propicias. En Álava se denominó buey de marzo.